# Patrizia Mandanici
Patrizia Mandanici (Messina, 22 marzo 1965) è una fumettista, illustratrice e blogger italiana.

## Biografia
Dopo aver completato gli studi liceali presso un liceo artistico di Roma si iscrive all'accademia di Belle Arti, indirizzo scenografia. Dopo l'accademia, nei primi anni novanta, lavora come illustratrice per il settimanale di attualità Avvenimenti ed il mensile dedicato al mondo ludico Kaos, oltre a realizzare i disegni per le storie di alcune serie pubblicate su L'intrepido (Billiteri), Il Giornalino (Agenzia Scacciamostri) ed Il Corrierino (Jordi eroe galattico). Apertamente lesbica, nel 1991 si trasferisce a Milano e realizza illustrazioni per la rivista militante Babilonia.
Nel 1994 realizza per la Star Comics i disegni e le copertine di tutti gli 8 numeri (più il promozionale numero 0) del fumetto fantastico Ossian, scritto da Martino Barbieri, e pubblicato l'anno seguente nel formato pocket 13 cm X 18,5 cm (simile a quello di Alan Ford), contrapposto al più diffuso formato bonelliano. Per questa opera nel 1996 ha ricevuto dall'Associazione Nazionale Amici del Fumetto e dell'Illustrazione il premio Rino Albertarelli.
Dopo la chiusura di Ossian entra nello staff di Legs Weaver, edito dalla Sergio Bonelli Editore, per cui realizza i disegni di diversi albi, a partire dal numero 11 Un'avventura per May. Sempre per la Bonelli realizza i disegni di alcune storie di Gregory Hunter, Nathan Never e del suo spin off Universo Alfa (per quest'ultimo realizza la trilogia de La Squadra Fantasma, che prosegue la narrazione delle avventure di Legs Weaver).
Gestisce da tempo un proprio blog.